# Flughafen Ålesund

i7
i11
i13
Der Flughafen Ålesund, Vigra (Norwegisch: Ålesund lufthavn, Vigra, IATA-Code: AES, ICAO-Code: ENAL) befindet sich auf der Insel Vigra, nahe der westnorwegischen Stadt Ålesund. Die Stadt ist mit der Insel Vigra über zwei Unterseetunnel verbunden. Betreiber des Flughafens ist das norwegische Staatsunternehmen Avinor. Etwa zwei Meilen westlich steht ein Drehfunkfeuer (VOR/DME/TACAN) für die Ansteuerung.

## Fluggesellschaften und Ziele
Der Flughafen Ålesund wird von Scandinavian Airlines (SAS), Norwegian, KLM, Air Baltic und Wizz Air angeflogen (Stand September 2013). Direkte Linienflugverbindungen gibt es nach Amsterdam, Bergen, Danzig, Kopenhagen, London, Oslo, Riga, Stavanger, Trondheim und Vilnius; zudem werden Charterflüge zu den Kanarischen Inseln und weiteren Urlaubszielen im Mittelmeerraum angeboten.

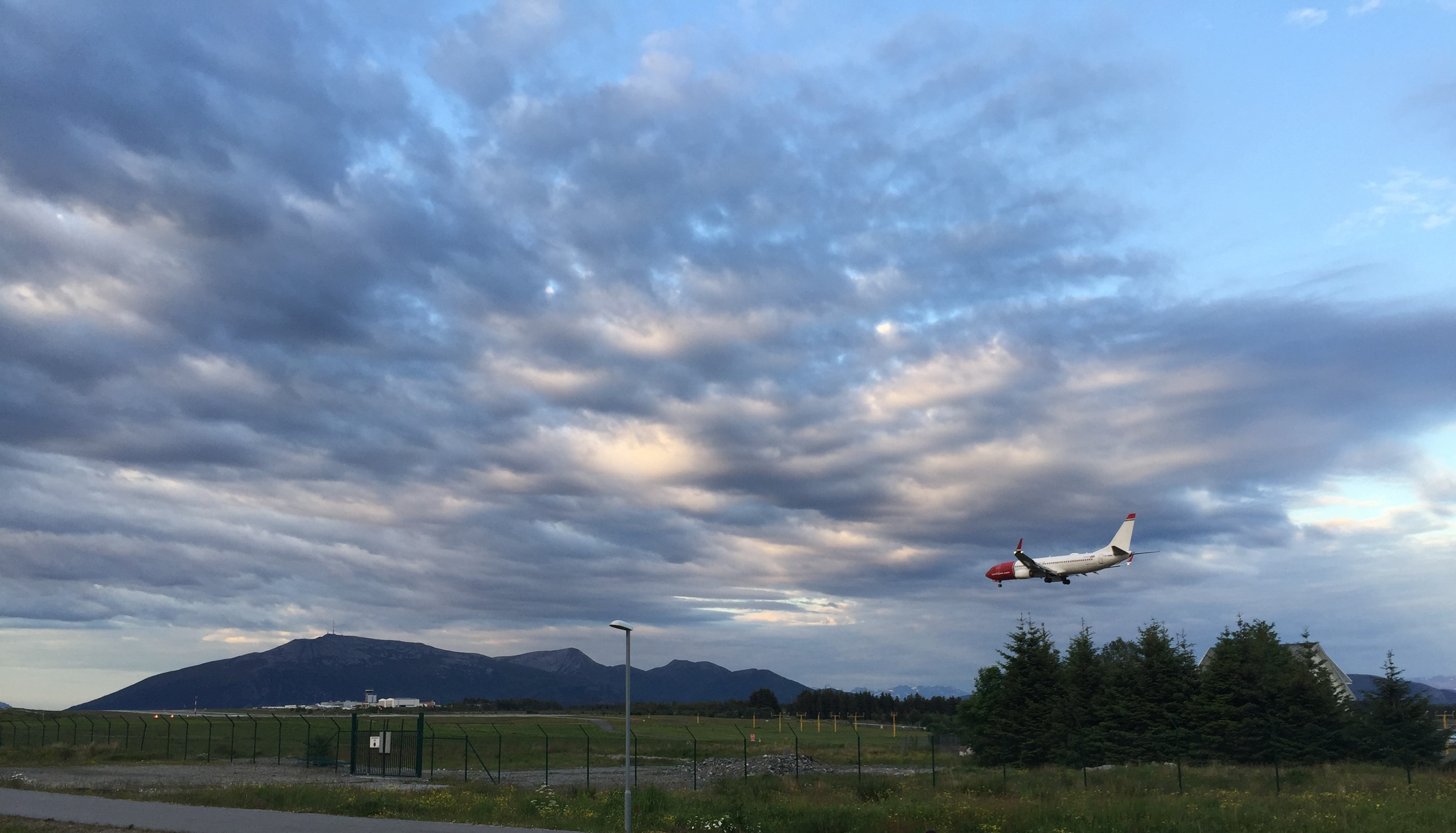
Flugzeug während des Landeanflugs auf den Flughafen

## Verkehrszahlen
| Jahr | Fluggastaufkommen | Luftfracht (Tonnen) (mit Luftpost) | Flugbewegungen (mit Militär) |
| ---- | ----------------- | ---------------------------------- | ---------------------------- |
| 2017 | 1.077.009         | -                                  | 17.030                       |
| 2016 | 1.060.561         | -                                  | 16.323                       |
| 2015 | 1.080.045         | -                                  | 17.092                       |
| 2014 | 1.119.860         | 445                                | 16.978                       |
| 2013 | 1.077.159         | 641                                | 16.057                       |
| 2012 | 1.001.387         | 736                                | 14.686                       |
| 2011 | 928.411           | 705                                | 13.896                       |
| 2010 | 833.534           | 985                                | 13.849                       |
| 2009 | 774.195           | 680                                | 13.317                       |
| 2008 | 811.160           | 1.571                              | 14.138                       |
| 2007 | 728.149           | 1.825                              | 13.396                       |
| 2006 | 732.614           | 2.209                              | 12.326                       |
| 2005 | 643.449           | 2.111                              | 11.541                       |
| 2004 | 657.637           | 1.996                              | 12.500                       |
| 2003 | 635.989           | -                                  | 11.943                       |
| 2002 | 634.793           | 2.117                              | 12.159                       |
| 2001 | 713.997           | 2.967                              | 14.983                       |
| 2000 | 749.201           | 3.129                              | 15.463                       |
| 1999 | 813.209           | 3.102                              | 18.215                       |